# 杨凡 (演员)
杨凡（？—），內蒙古通遼人，中国大陆演员。代表作品有电视剧《三国演义》《水浒传》等。

## 影视作品

### 电影
- 《一刀傾城》 饰 大刀王五
- 《西楚霸王》 饰 田荣
- 《大辽太后》 饰 韩德让

### 电视剧
- 《三国演义》 饰 赵云（中年）、公孙瓒
- 《书剑恩仇录》 饰 文泰来
- 《契丹肖太后》 饰 韩德让
- 《吕布与貂蝉》又名（蝶舞天涯） 饰 关羽
- 《水浒传》 饰 拼命三郎石秀
- 《金蚕丝雨》 饰 独孤无敌
- 《镜花缘传奇》 饰 雷神、骆承志（骆宾王之子，马文口）
- 《林海雪原》饰 栾超家